# جنوح الأحداث (مسلسل كوري جنوبي)
جنوح الأحداث (بالكورية: 소년비행)؛ هو مسلسل كوري جنوبي، تم عرضه في 25 مارس 2022، على شبكة Seezn ، كتبه جونغ سو يون وأخرجه جو يونغ ايك. وعرض الموسم الثاني من المسلسل في 31 مايو 2022.

## القصة
عن دا جيونغ البالغة من العمر 18 عامًا والتي اكتشفت حقلاً من الماريجوانا، وأصدقائها الذين يبحثون بيأس عن حياتهم العادية المفقودة. استعانة والد دا جيونغ بها لتوصيل للمخدرات، لكن في أحد المرات تفشل عملية النقل، لذا تهرب دا جيونغ إلى الريف أين تلتقي بمجموعة من المراهقين غونغ يون-تاك (يون تشان-يونغ)، وغونغ يون-جاي (يون هيون-سو)، وكيم كوك-هي (هان سي-جين) وهونغ أي-ران (يانغ سيو-هيون). وخلال هذا تصادف حقلا من الماريجوانا.

## طاقم
- وون جي آن - كيونغ دا جونغ[5]
- يون تشان يونج – جونج يون-تاك
- يون هيون سو – جونج يون جاي
- هان سي جين – كيم كوك هي
- يانغ سيو هيون – هونغ أي ران
- لي سو جونغ بدور هاي مي صديقة دا جونغ
- كيم يي اون بدور تشوي سونغ كيونغ زميلة دا جونغ

## روابط خارجية
- جنوح الأحداث على هانسينما